# Rhaetulus crenatus fukinukii
Rhaetulus crenatus fukinukii es una subespecie de coleóptero de la familia Lucanidae.

## Distribución geográfica
Habita en Arunachal Pradesh, India.